# Jättehäv

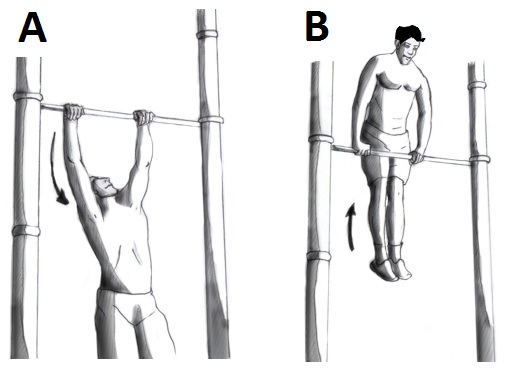
Jättehäv

Övning

Jättehäv är en styrketräningsövning som aktiverar en stor mängd muskelgrupper i rygg, axlar och armar. I första skedet är det främst de dragande latissimus dorsi-muskeln i ryggen och bicepsen i armarna som aktiveras medan det i det andra skedet av övningen är främst de pressande triceps som aktiveras.
Övningen kan utföras i romerska ringar eller ett hävräcke. Jättehäven börjar med att utövaren placerar armarna utsträckta ovanför huvudet och griper tag i ringarna eller räcket med överhandsfattning. Kroppen dras sedan explosivt uppåt likt när man utför en räckhäv. När stången närmar sig bröstet böjer man handleden snabbt för att få underarmarna ovanför stången. Kroppen lutas framåt och armbågarna rätas ut genom att aktivera triceps. Rutinen anses fullständig när stången är i midjan och armarna är helt raka.